# Galatea Kazantzakis
Galatea Kazantzakis (în greacă Γαλάτεια Καζαντζάκη, transliterat: Galateia Kazantzaki, n. 8 martie 1881, Heraklion, Imperiul Otoman – d. 17 decembrie 1962, Atena, Regatul Greciei) a fost o scriitoare greacă din secolul al XX-lea.

## Biografie
Fiică a editorului și savantului Stelian Alexiu, ea s-a căsătorit cu scriitorul Nikos Kazantzakis în 1911, de care a divorțat în 1926, și s-a căsătorit din nou în 1936 cu criticul și literatul Marcos Avyeris. A fost redactor-șef al unei reviste comuniste, a fost întemnițată pentru un timp în 1938 sub dictatura lui Ioannis Metaxas și i s-a interzis să mai publice timp de mai mulți ani.

## Aspecte ale operei sale
Ea a abordat mai multe genuri literare: literatură pentru tineri, poezie, teatru, romane și nuvele. În nuvelele sale s-a preocupat de soarta celor oprimați, în special de femeile de toate condițiile care sufereau de pe urma discriminărilor.
Bine-cunoscută în Grecia în timpul vieții sale, ea a căzut oarecum în anonimat după moartea sa, dar unele dintre lucrările sale au fost republicate recent de editura Kastaniotis din Atena.
Într-un stil simplu și fără înflorituri, uneori chiar vitriolant, ea urmează îndeaproape fluxul de gânduri ale personajelor sale.

## Opere principale
1) În limba greacă (ediții recente):
- Kaskoura A. Moschovia, Η Θηλυκή παραφωνία του Νίκου Καζαντζάκη (La fausse note féminine de Nikos Kazantzaki), biografie a Galateei Kazantzakis, Lettres grecques, 2003.
- Άνθρωποι και Υπεράνθρωποι (Hommes et Surhommes), roman autobiografic, Kastaniotis, Atena, 2007.
- Κρίσιμες στιγμές (Instants décisifs), nuvele, Kastaniotis, 2008.
- Ο κόσμος που πεθαίνει και ο κόσμος που έρχεται (Le monde qui meurt et le monde qui vient), nuvele, Kastaniotis, 2009.
- Η άρρωστη πολιτεία (La cité malade), roman, ed. Ελληνικά Γράμματα (Lettres grecques), Atena, 2010.

2) În traducere franceză există doar cincisprezece nuvele:
- Le péché de Photini (trad. A. de Lille-Daigre, în volumul Nouvelles), vol. 8, Julliard, 1959
- „Le contumace”, în Nouvelles grecques (trad. F. Duisit) (recueil), Klincksieck, 1972
- Femmes de Grèce (trad. Simone Taillefer) (13 nuvele), ediție îngrijită de traducătoare, decembrie 2013